# جکسون اوری

جکسون اوری

جکسون اوری (به انگلیسی: Jackson Avery) از شخصیت‌های اصلی سریال آناتومی گری می‌باشد و این نقش را جسی ویلیامز ایفا کرده‌است.